# Tidops simus
Tidops simus är en mångfotingart som beskrevs av Chamberlin 1915. Tidops simus ingår i släktet Tidops och familjen Scolopocryptopidae.
Artens utbredningsområde är Grenada. Inga underarter finns listade i Catalogue of Life.